# Caroline Fisher
Caroline Fisher (* 9. November 1982 in Darfield) ist eine britische Taekwondoin. Sie startet in der Gewichtsklasse bis 53 Kilogramm.
Fisher startet für den Verein Scorpion Taekwondo. Ihre ersten internationalen Titelkämpfe bestritt sie bei der Junioreneuropameisterschaft 1999 in Nikosia, wo sie in der Klasse bis 49 Kilogramm das Viertelfinale erreichte. Zwei Jahre später bestritt Fisher im Erwachsenenbereich ihre erste Weltmeisterschaft in Jeju-si, schied jedoch im Auftaktkampf aus. Nach mehreren Jahren Wettkampfpause kehrte sie 2006 auf die internationale Bühne zurück. Ihre erste Medaille erkämpfte sich Fisher schließlich bei der Europameisterschaft 2008 in Rom. Sie zog in der Klasse bis 51 Kilogramm ins Finale ein und gewann nach einer Niederlage gegen Brigitte Yagüe Silber. Bei der Europameisterschaft 2012 in Manchester konnte sie ins Halbfinale einziehen, wo sie gegen Ana Zaninović verlor, mit Bronze aber ihre zweite EM-Medaille erkämpfte.
Fisher errang bislang zehn nationale Meistertitel.